# 曹柔
曹柔（730年—?）是中國唐朝琴家。
他將古琴的文字譜改良為減字譜。後來經過歷代琴人修改沿用至今。